# Carrascal de Barregas
Carrascal de Barregas è un comune spagnolo di 522 abitanti situato nella comunità autonoma di Castiglia e León.